# NGC 3880
NGC 3880 est une vaste galaxie elliptique relativement éloignée et située dans la constellation de la Grande Ourse. Sa vitesse par rapport au fond diffus cosmologique est de 10 332 ± 27 km/s, ce qui correspond à une distance de Hubble de 152 ± 11 Mpc (∼496 millions d'al). NGC 3880 a été découverte par l'astronome britannique John Herschel en 1827.

## Caractéristiques
Sa vitesse par rapport au fond diffus cosmologique est de 10 332 ± 27 km/s, ce qui correspond à une distance de Hubble de 152 ± 11 Mpc (∼496 millions d'al).

### Classification
La base de données NASA/IPAC classe cette galaxie comme lenticulaire et celle d'HyperLeda mentionne que c'est une galaxie compacte ou diffuse (C or D).